# Microcalicha tomarmia
Microcalicha tomarmia là một loài bướm đêm trong họ Geometridae.